# 1095 в Україні

## Події
- Великий князь київський Святополк Ізяславич та Володимир Мономах прогнали Олега Святославича з Чернігова й перерозподілили уділи. Давиду Святославичу дали Новгород, а Мстислав Володимирович отримав замість Новгорода Ростов. Смоленськ дістався другому сину Мономаха — Ізяславу.

## Особи

### Померли
- Агапіт Печерський (також іноді — Агапій; ? — 1095) — чернець Києво-Печерського монастиря, відомий як цілитель тяжких захворювань.
- Ітлар (*д/н — 1095) — половецький хан з наддніпрянських половців.
- Кітан (*д/н — 1095) — половецький хан з донецьких половців.